# Ozone Depletion Potential
Il Potenziale di eliminazione dell'ozono (Ozone Depletion Potential o ODP) di un composto chimico è il valore relativo di degrado della
fascia di ozono che esso può causare.
Come standard è assunto il triclorofluorometano (R-11), cui viene dato il valore di ODP pari a 1,0. Il clorodifluorometano (R-22), ad esempio, ha un ODP di 0,05.
Questo indicatore venne proposto per la prima volta nel 1983 da Wuebbles ed era definito come la misura dell'effetto distruttivo sull'ozono da parte di una sostanza comparato con una sostanza di riferimento.
Nello specifico il valore del potenziale di eliminazione dell'ozono associato ad una sostanza è definito come il rapporto fra la perdita di ozono per la sostanza considerata e la perdita di ozono prodotta da una uguale massa di triclorofluorometano.
Una stima del valore per una sostanza può essere derivata dalla struttura chimica e dal tempo di semivita nell'atmosfera. I clorofluorocarburi hanno ODP circa uguale a 1. I bromofluorocarburi hanno ODP compreso fra 5 e 15. Gli idroclorofluorocarburi hanno un ODP molto basso, circa 0.005 - 0.2 dovuto al fatto che non riescono a raggiungere lo strato di ozono nella stratosfera perché si decompongono nella troposfera.
Gli idrofluorocarburi e gli idrofluoroeteri e i perfluoropolieteri non possiedono atomi di Cloro o Bromo. Quindi il loro ODP è nullo.
Per i fluidi refrigeranti, oltre all'ODP viene riportato anche il GWP (Global Warming Potential) ovvero il potenziale di riscaldamento globale.